# André Baruc
André Baruc (ou Baruch), né le 19 octobre 1908 à Paris et mort le 20 août 1988 à Mozac, est un auteur pour la jeunesse français du XXe siècle. Inspecteur primaire dès 1938, il est également auteur de manuels scolaires de lecture pour l'école primaire.

## Biographie
La biographie d'André Baruc est mal connue. D'origine juive roumaine par son père, André Baruc enseigne le français, l'histoire et la géographie à l'École militaire préparatoire d'Épinal à partir de 1935. Inspecteur départemental de l'Éducation nationale dans les Vosges de 1938 à 1951, il occupera aussi cette fonction à Lyon.
Marié à Besançon en 1933 à Madeleine Netter (1909-1959), proviseur de lycée, il est père de quatre enfants. Sa fonction d'inspecteur dans les Vosges est interrompue par Vichy qui le révoque en 1942-1943. Réfugié à Riom, sous le pseudonyme de Jean le Montagnard, André Baruc écrit dans le journal La Montagne des chroniques attaquant l'ennemi et le gouvernement de Vichy.
Certains de ses romans évoquent plus ou moins clairement les Vosges. Par exemple, dans l'édition de Gobe-Lune datant de 1948, André Baruc évoque le Lac des Corbeaux, lac glaciaire situé sur la commune de La Bresse dans les Vosges. Or ce lac décrit fort justement comme "un grand miroir aux reflets sombres, de toutes parts pressé par la forêt profonde" (p. 94) apparaît dans une géographie fantaisiste sur le frontispice en couleurs du village imaginaire de Chantevallon dont les altitudes et la configuration n'ont rien à voir avec la ville de La Bresse.

## Œuvres
(Liste non exhaustive)
- Gobe-Lune, Magnard, Collection Bibliothèque de Tante Marinette, Illustrations de Liliane de Christen, 1re édition en 1948. (Plusieurs autres éditions dont certaines en romans scolaires)
- Les Contes de la Zérosième, Collection Bibliothèque de Tante Marinette, Illustrations de Colette Fraysse, Magnard, 1949
- Le Rouge Gazon, Magnard, 1953, ill. Colette Fraysse
- Les Patins de cristal, Magnard 1957, Collection Fantasia, illustrations Marcel Jacquemin
- Le Gué du roi, Collection Mousquetaires, Magnard, 1963
- Les Policiers de Bonnefontaine, Collection Azur, Illustrations de Xavier Justh, Magnard, 1964
- Gobe-lune. Lecture suivie. Cours moyen 1re et 2e année, Magnard, 1953, 1957, 1960... Ill. Paulette Lagosse et Liliane de Christen (réédité en 1974, Magnard-Poche)
- André et Raymonde Baruc, Bijou de la Maison douce. Lecture suivie. Cours élémentaire deuxième année., Nathan, 1967, 128 pp., ill. Jean Reschofsky
- Reflets, La Salamandre, 1976